# Payovrata
Prema tekstu zvanom Bhāgavata Purāṇa, Payovrata je vrata („zavjet”) božice Aditi (अदिति) kojom je zadovoljila Višnua.

## Obred
Tijekom 12 dana, osoba koja traži milost ne konzumira išta osim mlijeka.

## Mitologija
Mudrac Kashyapa zamolio je svoju ženu Aditi da pomogne sinu Vamani, koja je zavjetom stekla milost Višnua, pa je Vamana uspio pobijediti Mahabalija.